# بروع بنت واشق
بروع بنت واشق الرواسية الكلابية، وقيل: الأشجعية، زوج هلال بن مرة.
صحابية روى عنها سعيد بن المسيب أنها نكحت رجلا وفوضت إليه، فتوفي قبل أن يدخل بها، فقضى لها سيدنا الرسول محمد صلى الله عليه وسلم بصداق نسائها. روى لها النسائي.